# Erigone fellita
Erigone fellita là một loài nhện trong họ Linyphiidae.
Loài này thuộc chi Erigone. Erigone fellita được Eugen von Keyserling miêu tả năm 1886.